# マフィアへの挑戦11/バレンチナ我が愛
『マフィアへの挑戦11/バレンチナ我が愛』（マフィアへのちょうせん11/バレンチナわがあい、原題：Boston Blitz）は死刑執行人シリーズの第12作目。
拉致された恋人バレンチナを救うためボランがボストンの街で暗黒街の住人たちと対決する。

## ストーリー
前作『マフィアへの挑戦10/逆説の街』で恋人バレンチナと弟ジョニーの失踪を知ったボランはボストンの暗黒街を探し回る。
次第に事件はボストンのフィクサーになることを夢見るハロルド・スキッパーの仕業だとわかる。
ボランはレオ・ターリンのコネを通じボストンのボスアル88とコンタクトを取る。

## 登場人物
- マック・ボラン
- バレンチナ・ケレンテ

マックの恋人
- ジョニー・ボラン

マックの弟
- ハロルド・スキッパー・シチリア

ボストンの顔役。船を所有しているためスキッパー（船長）と呼ばれる。
- アル88

ボストンのフィクサー。本名：アルベルト・グリーネ。
趣味はピアノ。あだ名の由来はピアノの鍵の数が88個であるため。